# Baili (Taihu)
Baili (chinesisch 百里镇, Pinyin Bǎilǐ Zhèn) ist eine Großgemeinde im Nordwesten des Kreises Taihu der bezirksfreien Stadt Anqing in der chinesischen Provinz Anhui. Baili besitzt eine Fläche von 96 Quadratkilometern und hatte Ende 2019 rund 26.000 registrierte Einwohner.
Baili, gelegen im östlichen Teil des Dabie-Gebirges, ist ländlich geprägt, wobei das Hauptgewicht auf der Teeherstellung liegt. Im Jahr 2022 wurde auf 400 ha Tee angebaut, der vor Ort zu grünem Tee, gelbem Tee und weißem Tee weiterverarbeitet wird.

## Geschichte
Baili ist eine alte Poststation an der Straße von Taihu nach Yingshan in der Provinz Hubei. Der Name („Hundert Meilen“) leitet sich daher ab, dass die Strecke von der Kreisstadt Taihu bis zur Poststation auf der an dem heute als Wanhe (湾河) bekannten, biegungsreichen Fluss entlang verlaufenden Straße 100 chinesische Meilen bzw. 50 km beträgt.
Als im Januar 1936 in Anhui das Baojia-System der lokalen Selbstverwaltung abgeschafft wurde, wurden in der Gegend um Baili die Gemeinden Changping (长坪乡) und Qingtan (清潭乡) gegründet, die zunächst der heutigen, weiter südlich gelegenen Großgemeinde Mituo des Kreises Taihu unterstanden. Nachdem die Rote Armee das jahrelang heftig umkämpfte Gebiet im Februar 1949 endgültig erobert hatte, wurde an der Grenze zum nördlich anschließenden Kreis Yuexi das „Gebiet Huyue“ (虎丘区, „Tigerhügel“) eingerichtet.
Nach der Gründung der Volksrepublik China am 1. Oktober 1949 wurden 1950 die Gemeinden Changping und Qingtan aufgelöst und das Gebiet Huyue in die Gemeinden Dongbei (东北乡), Qingtai (庆太乡), Xiangshi (象狮乡), Dongchong (东冲乡) und Tuanling (团岭乡) eingeteilt.
1955 wurde das Gebiet Huyue in „Gebiet Beizhong“ (北中区, „Nord-Mitte“) umbenannt. Bei dieser Gelegenheit wurden die Gemeinden Xiangshi, Dongchong und Tuanling zu Dörfern herabgestuft und in der Gemeinde Gonghe (共和乡, das heutige Verwaltungsdorf) zusammengefasst, 1956 dann die Gemeinde Qingtai in „Gemeinde Gengjia“ (耿家乡) umbenannt. 1958 wurden, wie in ganz China, die Gemeinden aufgelöst und in der Volkskommune Beizhong (北中人民公社) zusammengefasst. Diese erwies sich als für praktische Zwecke als zu groß und wurde 1961 in die Volkskommunen Baili, Gonghe und Gengjia aufgeteilt. Im Zuge der Reform- und Öffnungspolitik wurden die drei Volkskommunen 1984 aufgelöst und in Gemeinden gleichen Namens umgewandelt. Im März 1992 gab es dann eine größere Verwaltungsreform, bei der die Gemeinden Gonghe und Gengjia aufgelöst und ihre Dörfer Baili unterstellt wurden. Im August 2001 wurde Baili schließlich zur Großgemeinde erhoben.

## Administrative Gliederung
Baili setzt sich aus einer Einwohnergemeinschaft und neun Verwaltungsdörfern zusammen.
Diese sind:
- Einwohnergemeinschaft Hongqiao (虹桥社区), Regierungssitz der Großgemeinde
- Dorf Dazhu (大竹村)
- Dorf Dongkou (东口村)
- Dorf Gonghe (共和村)
- Dorf Liuqing (柳青村)
- Dorf Nandou (南斗村)
- Dorf Songquan (松泉村)
- Dorf Wufan (吴畈村)
- Dorf Yebang (叶榜村)
- Dorf Yehe (叶河村)

## Verkehrsanbindung
In Hongqiao kreuzen sich die Staatsstraßen S362 und S211. Über erstere besteht nach Südosten Verbindung in die Kreisstadt, über letztere nach Nordosten Anschluss an die Autobahn G4221 von Yuexi nach Wuhan, der Hauptstadt von Hubei.